# TOI-1130
TOI-1130とは、地球からみなみのかんむり座の方向に約190光年離れた場所に位置するスペクトル分類がK7型の恒星である。TYC 7925-02200-1やTIC 254113311とも呼称される。TOI-1130は、年齢が82億年である。大きさは太陽より約32%小さい。
| 太陽 | TOI-1130  |
| ---- | --------- |
| 太陽 | Exoplanet |

## 惑星系
TOI-1130には、TESSによって海王星型惑星と木星型惑星（ホット・ジュピター）の2つの太陽系外惑星が発見されている。公転周期が10日未満のホット・ジュピターは主星に非常に近く、通常は0.1天文単位より内側を公転している。それらの惑星系では、軌道距離の数倍以内に他の惑星が公転している事例は少なかった。そのような惑星系は以前までにWASP-47系、ケプラー730系のみであった。TOI-1130系は、公転周期が10日より短いホット・ジュピターと2番目の惑星が公転していることが知られている惑星系としては3番目に発見された惑星系である。
内側の惑星TOI-1130 bは、海王星サイズの惑星で、公転周期は約4.1日である。表面温度は527℃。外側の惑星TOI-1130 cは、ホット・ジュピターで、公転周期は約8.4日である。表面温度は364℃。
これらの惑星は、Huang博士や共著者がTESSの観測データを解析して発見した。その後、パンスターズ、TRAPPIST望遠鏡、SMARTS望遠鏡による地上からの観測で惑星の存在が発見された。未だに大量のTESS観測データが解析されていないため、より多くのTOI-1130系のような惑星系の発見が期待できるとされている。
| 名称 （恒星に近い順） | 質量                  | 軌道長半径 （天文単位）  | 公転周期 (日)             | 軌道離心率        | 軌道傾斜角        | 半径              |
| --------------------- | --------------------- | ------------------------ | ------------------------- | ----------------- | ----------------- | ----------------- |
| b                     | —                     | 0.04394+0.00035 −0.00038 | 4.066499+4.6e-05 −4.5e-05 | 0.22±0.11         | 87.98+0.86 −0.46° | 0.3256±0.009 RJ   |
| c                     | 0.974+0.043 −0.044 MJ | 0.07098+0.00056 −0.0006  | 8.350381+3.3e-05 −3.3e-05 | 0.047+0.04 −0.027 | 87.43±0.16°       | 1.5+0.27 −0.22 RJ |